# تچا
تچا (به لاتین: Techa) یک رود در روسیه است که در استان چلیابینسک واقع شده‌است.